# Ulrich Leutner Verlag
Der Ulrich Leutner Verlag, gegründet 1999, ist ein Sach- und Fachbuchverlag mit Sitz in Berlin. Der Verlag publizierte zunächst vorwiegend Literatur zur Psychotherapie auf Basis der Theorien von Wilhelm Reich.
Daraus entwickelte sich seit 2000 eine Zusammenarbeit mit dem Psychologen Thomas Harms, dem Herausgeber der Reihe Neue Wege für Eltern und Kind. In Zusammenarbeit mit Harald Pühl gibt der Verlag die Reihe Organisation Beratung Mediation heraus.